# Cobania
Cobania is een geslacht van hooiwagens uit de familie Gonyleptidae.
De wetenschappelijke naam Cobania is voor het eerst geldig gepubliceerd door Roewer in 1913. 

## Soorten
Cobania omvat de volgende 2 soorten:
- Cobania picea
- Cobania validissima